# Amphioplus cincta
Amphioplus cincta är en ormstjärneart som först beskrevs av Jean Baptiste François René Koehler 1914.  Amphioplus cincta ingår i släktet Amphioplus och familjen trådormstjärnor. Inga underarter finns listade i Catalogue of Life.